# Juan de Oñate
Juan de Oñate y Salazar (* 1550 in Pánuco, Zacatecas, Mexiko; † 3. Juni 1626 in Guadalcanal, Spanien) war ein spanischer Konquistador, Entdecker, kolonialer Gouverneur der Provinz Neu-Mexiko im Vize-Königreich Neu-Spanien und Gründer von Siedlungen im Südwesten der heutigen USA.

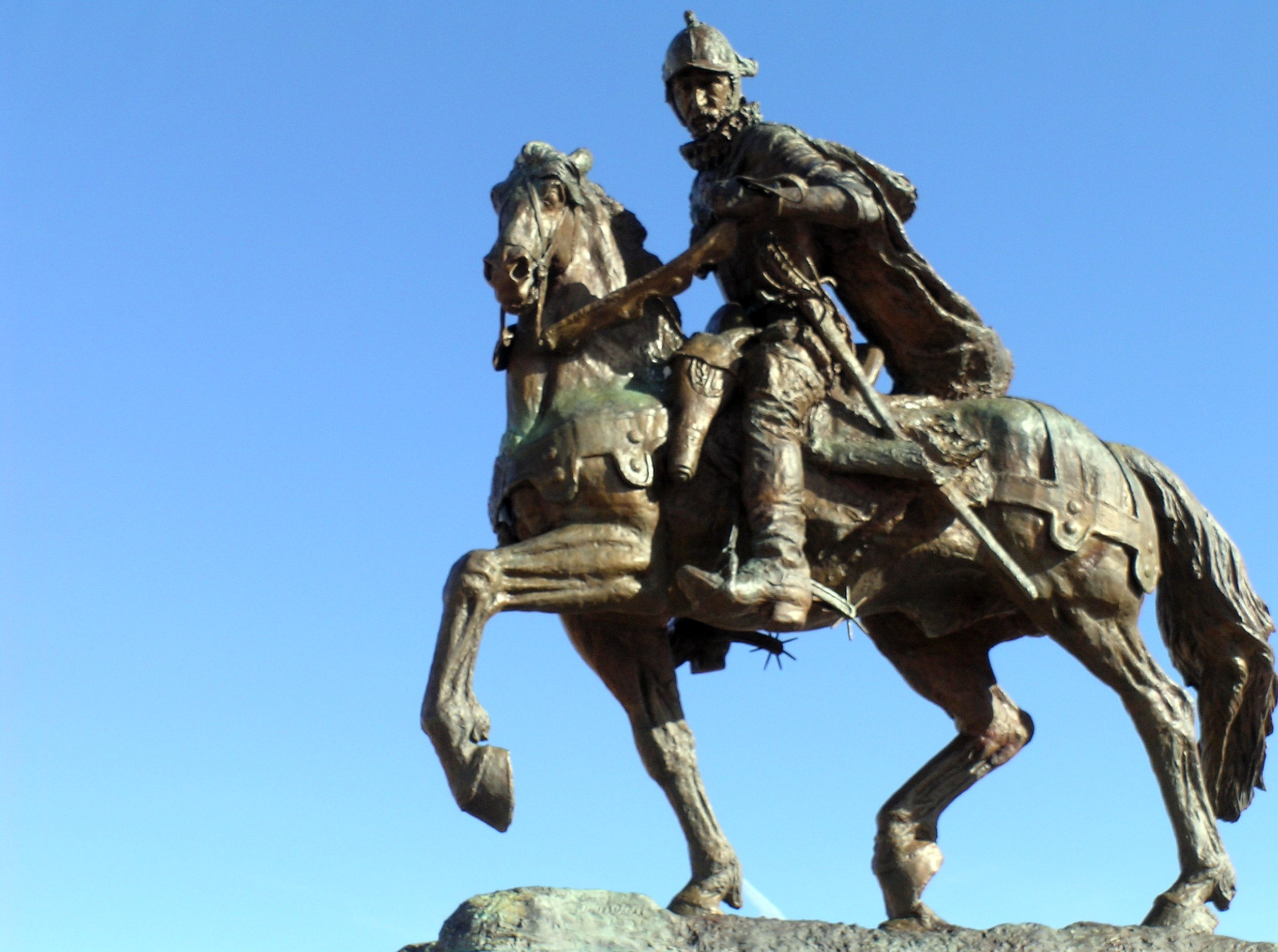
Reiterstandbild Juan de Oñates in Alcalde

## Biografie
Oñate wurde als Sohn spanisch-baskischer Kolonisten und Eigentümer einer Silbermine in Zacatecas (Bundesstaat) im heutigen Mexiko geboren. Sein Vater war der Konquistador und Silberbaron Cristóbal de Oñate, seine Mutter Doña Catalina Salazar y de la Cadena. Während der Reconquista nahm sein Vorfahre aus der Familie Cadena 1212 an der Schlacht bei Las Navas de Tolosa in Spanien teil, durchbrach als Erster die Verteidigungslinie der Almohaden. Seine Familie, der daraufhin ein Wappen gewährt wurde, war seitdem als Cadenas bekannt. Juan de Oñate heiratete Isabel de Tolosa Cortés de Moctezuma, Enkelin von Hernán Cortés, dem Eroberer von Mexiko, und Tecuichpoch, der Tochter des Aztekischen Tlatoani Moctezuma II. Mit ihr zeugte er zwei Kinder: Juan de Oñate Cortés und Maria de Oñate Cortés.
Am 21. September 1595 erhielt er vom spanischen König Felipe II. die Capitulación, den Auftrag zur Kolonisierung der Gebiete nördlich der Kolonie Neu-Spanien. Sein erklärtes Ziel war die Verbreitung des römisch-katholischen Glaubens durch Gründung neuer spanischer Missionen im heutigen New Mexico. Er begann seine Expedition im April 1598 mit der Querung des Río Grande beim heutigen El Paso und beanspruchte ganz Neumexiko jenseits des Flusses für Spanien.
Im Sommer setzte er seine Expedition entlang des Río Grande zum heutigen nördlichen New Mexico fort, wo er sich in Nachbarschaft zu den Pueblo-Indígenas niederließ. Er gründete die Provinz von Santa Fe de Nuevo México und wurde erster Provinzgouverneur. Gaspar Pérez de Villagrá, ein Hauptmann seiner Expedition, schrieb 1610 die Chronik seiner Eroberung der indigenen Völker in seinem Buch Historia de la Nueva México nieder.

### Schlacht von Acoma
Oñate erwarb sich schnell den Ruf eines strengen Befehlshabers sowohl gegenüber den spanischen Kolonisten als auch den Indianern. Im Oktober 1598 brach ein Scharmützel aus, als Oñate vierhundert spanische Soldaten und Siedler von Mexiko nach Norden führte und von den Acoma Versorgungsgüter verlangte, die für die Acoma entscheidend für ihr Überleben im Winter waren. Die Acoma leisteten Widerstand, wobei zwölf Spanier im Kampf starben, unter denen sich Juan Oñates Neffe befand, während ein anderer Spanier von einem Berg stürzte. Oñate entsandte daraufhin im Januar 1599 ein Vergeltungskommando unter dem Befehl des Bruders des getöteten Neffen. Seine Order war: „Lasst keinen Stein auf dem anderen. Die Indianer dürfen dies nie mehr als uneinnehmbare Festung bewohnen.“ Beim darauf folgenden Massaker wurden etwa 800 Indianer getötet, unter ihnen Frauen und Kinder; ihr Dorf (pueblo) wurde vollkommen abgefackelt und verwüstet. Die ca. 500 bis 600 Überlebenden wurden von der Soldateska zusammengetrieben und vor ein Gericht gestellt. Oñate gewährte ihnen sogar einen Anwalt und das Recht zur Aussage. Fünf von ihnen sagten aus, sein Neffe und dessen Truppe hätten völlig unbescheiden Nahrung und Decken verlangt, ohne genug davon kriegen zu können. Daraufhin seien sie getötet worden. Der spanische Verteidiger bat Oñate um Gnade „eingedenk der Tatsache, dass sie Barbaren sind.“
„Für Männer, die älter als fünfundzwanzig Jahre sind, verhänge ich folgendes Urteil: Es wird ihnen ein Fuß abgehackt, und sie verbringen zwanzig Jahre in persönlichem Dienst“ – was nichts anderes als ihre Versklavung durch einen spanischen Soldaten bedeutete. Männliche Bewohner zwischen zwölf und fünfundzwanzig Jahre und weibliche über zwölf Jahre wurden ebenfalls für zwanzig Jahre versklavt. Zwei Hopis, die an den Kämpfen auf Seiten der Acomas teilgenommen hatten, hackte man die rechte Hand ab und ließ sie frei, „damit sie die Kunde von dieser Strafe in ihre Heimat tragen“. Zur weiteren Abschreckung wurden die Verstümmelungen in aller Öffentlichkeit an unterschiedlichen Tagen und Orten vollstreckt. Achtzig Männern wurde der linke Fuß amputiert, nach anderen Darstellungen vierundzwanzig.

### Die erste Oñate-Expedition
Oñate unternahm im Jahr 1601 eine lange Expedition zu den Great Plains. In seinem Gefolge befanden sich 130 spanische Soldaten, 12 Franziskaner-Mönche wie schon bei der Expedition zur Eroberung des Aztekenreichs, 130 indigene Krieger und Diener und 350 Pferde und Mulis. Als Führer diente ihm Jusepe Gutiérrez, ein Indianer, der sechs Jahre zuvor als einziger die Expedition von Antonio Gutiérrez de Umana und Francisco Leyba de Bonilla überlebt hatte.
Oñate reiste über die Plains ostwärts von New Mexico, um erneut Quivira zu suchen. Wie bereits fünfzig Jahre zuvor bei Francisco Vásquez de Coronados Marsch begegnete er Apachen in Texas Panhandle. Er zog weiter ostwärts entlang des Canadian River nach Oklahoma. Den Fluss in einer Sandgegend hinter sich lassend, die von seinen Ochsengespannen nicht zu passieren war, wandte er sich querfeldein durch das wasserarme Land, wo es mit Walnussbäumen und Eichen grüner wurde.
Jusepe Gutiérrez führte Oñate möglicherweise auf der gleichen Route, die er bei der Expedition von Gutiérrez de Umana und Leyba de Bonilla gewählt hatte. Er schätzte die Einwohnerzahl auf etwa 5.000, die in ca. 600 Häusern lebte. Sie fanden ein Lager, dessen Bewohner Oñate Escanjaques nannte. Die Escanjaques bewohnten Rundhütten von etwa 9 Fuß Durchmesser (knapp 3 m), die von Büffelhaut bedeckt waren. Oñate zufolge waren sie Jäger, die zur Subsistenz nahezu ausschließlich von Büffelfleisch abhängig waren und kein Getreide anbauten.
Die Escanjaques erzählten Oñate, dass sich eine große Siedlung ihrer Feinde, der Rayados, nur etwa 20 Meilen entfernt in der Region befinde, die sie Etzanoa nannten. Es scheint möglich, dass die Escanjaques sich entweder aus Furcht vor den Rayados oder um einen Kriegszug zu unternehmen, in großer Zahl versammelt hatten. Sie versuchten die Unterstützung der Spanier mit ihren Feuerwaffen dadurch zu erlangen, dass sie die Rayados für den Tod von Umana und Leyba einige Jahre zuvor verantwortlich machten.
Die Escanjaques führten Oñate wenige Meilen entfernt zu einem großen Fluss, wo er als erster Europäer die Tallgrass Prärie beschrieb. Er sprach von einem fruchtbaren Land, viel besser als jenes, welches sie zuletzt durchstreift hatten und so „gute Viehweiden, dass das Gras an vielen Stellen hoch genug war, um ein Pferd zu verbergen.“ Er probierte eine Frucht, deren Name sich wie Pawpaw anhörte und einen guten Geschmack besaß.
In der Nähe des Flusses sahen Oñate, seine Spanier und seine zahlreichen Escanjaques 300 oder 400 Rayados auf einem Hügel. Die Rayados warfen Erde in die Luft als Zeichen, dass sie zum Krieg bereit seien. Oñate gab ihnen schnell zu verstehen, dass er nicht kämpfen, sondern mit dieser Gruppe Rayados Frieden schließen wolle, die bewiesen habe, freundlich und großzügig zu sein. Oñate zog die Rayados den Escanjaques vor. Sie waren „vereint, friedlich und sesshaft“. Ihrem Stammeshäuptling namens Caratax gegenüber zeigten sie Ehrerbietung; Oñate nahm ihn in Geiselhaft, behandelte ihn jedoch „anständig“.
Caratax führte Oñate und die Escanjaques über den Fluss zu einer Siedlung auf dem östlichen Ufer in einer Entfernung von etwa ein oder zwei Meilen vom Fluss. Die Siedlung war verlassen, die Einwohner geflohen. Sie umfasste „etwa 1200 Häuser, alle entlang dem Ufer eines weiteren größeren Flusses, der in einen großen mündete [den Arkansas] ... Die Siedlung der Rayados schien typisch für die von Coronado sechzig Jahre zuvor beschriebenen in Quivira: Die Gehöfte waren verteilt, Rundhäuser bedeckt mit Grassoden, groß genug, um jedes zehn Personen aufzunehmen und umgeben von großen Getreidespeichern, um Mais, Bohnen und Kürbis zu lagern, die sie auf ihren Feldern zogen.“ Unter Schwierigkeiten hielt Oñate die Escanjaques davon ab, die Siedlung anzuzünden und sandte sie nach Hause.
Am nächsten Tag führte Oñates Expedition sie acht Meilen weiter durch dicht besiedeltes Gebiet, ohne viele Rayados zu sehen. An diesem Punkt verließ die Spanier ihr Mut. Offenbar waren vielen Rayados in der Nähe und die Spanier wurden gewarnt, dass die Rayados eine Armee sammelten. Nach Oñates Schätzung wären 300 spanische Soldaten erforderlich gewesen, um den Rayados entgegenzutreten, und so beschloss er, mit seinen Soldaten nach New Mexico zurückzukehren.
Oñate befürchtete Angriffe der Rayados, aber stattdessen waren es die Escanjaques, die ihn zu Beginn seines Rückwegs nach New Mexico attackierten. Oñate beschrieb eine Schlacht mit 1.500 Escanjaques – wahrscheinlich eine Übertreibung – in der viele Spanier verwundet und viele Indígenas getötet wurden. Nach mehr als zwei Stunden Kampf zog sich Oñate vom Schlachtfeld zurück. Der Rayado-Häuptling Caratax wurde durch einen Überfall auf die Spanier befreit und Oñate befreite mehrere Sklavinnen, aber auf Wunsch der spanischen Priester hielt er mehrere Sklaven zurück, damit sie im katholischen Glauben unterwiesen werden konnten. Der Grund für den Angriff könnte in der Entführung von Frauen und Kindern bestanden haben.
Oñates Trupp kehrte am 24. November 1601 ohne weitere nennenswerte Zwischenfälle nach New Mexico zurück.
Der Weg von Oñates Expedition und die Identität der Escanjaques und Rayados sind strittig. Die meisten Gelehrten glauben, seine Route führte ihn entlang des Canadian River von Texas nach Oklahoma, querfeldein zum Salt Fork Arkansas River, wo er das Feldlager der Escanjaque fand, und dann am Arkansas River und seinem Nebenfluss, dem Walnut River bei Arkansas City (Kansas), wo sich die Siedlung der Rayado befand. Eine Minderheit sieht das Lager der Escanjaque am Ninnescah River und die Siedlung der Rayado an der Stelle, an der sich heute Wichita (Kansas) befindet. Archäologische Indizien sprechen für die Stelle am Walnut River.
Die Gelehrten haben spekuliert, ob die Escanjaques Apachen, Tonkawa, Jumano, Quapaw, Kansa oder andere Stämme waren. Am wahrscheinlichsten waren sie Caddoan, die einen Wichita-Dialekt sprachen. Die Rayados sind jedoch nahezu mit Sicherheit Caddoan Wichitas. Ihre Grashäuser, ihre zerstreute Siedlungsweise, einen Häuptling namens Catarax, ein Wichitatitel, die Beschreibung ihrer Feldfrüchte und ihr Ort stimmen mit Coronados früherer Beschreibung der Quivirians überein. Dennoch sind sie nicht dasselbe Volk, das Coronado getroffen hat. Coronado fand Quivira 120 Meilen nördlich von Oñates Rayados. Die Rayados sprachen von einer großen Siedlung namens Tancoa – vielleicht der wirkliche Name von Quivira – in jenem nördlichen Gebiet. Demnach wären die Rayados kulturell und linguistisch mit den Quiviran verbunden, aber gehörten nicht zur gleichen politischen Einheit. Die Wichita waren zu jener Zeit nicht vereint, aber eine große Zahl von Stämmen lebte über die Fläche der heutigen Bundesstaaten Kansas und Oklahoma verstreut. Dass die Rayados und Escanjaques die gleiche Sprache gesprochen haben, aber dennoch Feinde waren, ist nicht unplausibel.

### Die zweite Oñate-Espedition
Oñates letzte große Expedition führte ihn von New Mexico nach Westen zum Unterlauf des Colorado River. Drei Dutzend Männer brachen im Jahr 1604 vom Rio-Grande-Tal auf. Sie nahmen den Weg vorbei an den Zuñi-Pueblos, Hopi-Pueblos und dem Bill Williams River zum Colorado, dem sie im Januar 1605 bis zur Mündung in den Golf von Kalifornien folgten, bevor sie den Rückweg nach New Mexico auf gleicher Strecke antraten. Der offenkundige Grund für die Expedition war die Suche nach einem Hafen, über den New Mexico als Alternative zu der anstrengenden Überlandroute von Neu-Spanien versorgt werden könnte.
Diese Expedition zum Unterlauf des Colorado River war bedeutend als sie das einzige aufgezeichnete europäische Eindringen in diese Region zwischen den Expeditionen von Hernando de Alarcón und Melchior Díaz (1540) und den Besuchen Eusebio Francisco Kino (1701) waren. Die Entdecker sahen keine Hinweise auf den prähistorischen Lake Cahuilla, der kurz danach im Salton Sink auftaucht. Der Irrtum, dass sich der Golf von Kalifornien irgendwie in den Nordwesten fortsetze, gab Grund zu der im siebzehnten Jahrhundert allgemeinen Annahme, Kalifornien sei eine Insel.
Oñate berichtete über indigene Gruppen, die am Unterlauf des Colorado River lebten. Aus seiner Beschreibung lassen sich die historischen Siedlungsgebiete ableiten, die sich zum Teil von den Gebietsansprüchen der Völker im 18. und 19. Jahrhundert unterscheiden. Von Nord nach Süd lebten die Mohave und die Bahacecha. Die Osera waren an der Mündung des Gila River in den Colorado zu Hause, eine Stelle, die später von den Quechan besetzt wurde. Die Halchidhoma wurden von Oñate unterhalb der Mündung des Gila gesehen, aber später weiter stromaufwärts berichtet wurden, in einer Gegend, die Oñate von den Coguana oder die Kahwans, Agalle und Agalecquamaya oder Halyikwamai und den Cocopah besiedelt beschrieb.
Über solche Gegenden, die die Entdecker nicht unmittelbar erlebt hatten, berichteten sie fantastisch über Rassen menschlicher Monster und sagenhaften Reichtum an Gold, Silber und Perlen.

### Späteres Leben und Erbe

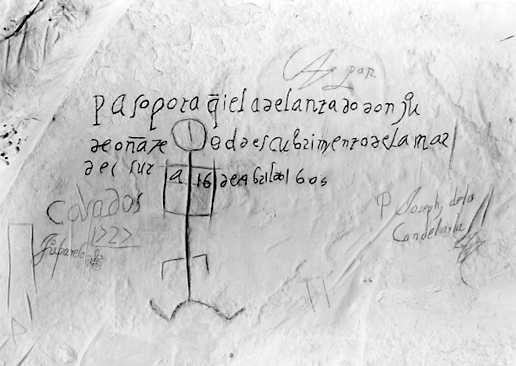
Inschrift Oñates am El Morro National Monument (1605)

Im Jahr 1606 wurde Oñate nach Mexiko-Stadt zu einer Befragung seiner Herrschaft zurückgerufen. Nachdem er Pläne zur Gründung der Stadt Santa Fé vollendet hatte, trat er von seinem Posten zurück und wurde seiner Grausamkeit gegenüber Indianern und Kolonisten angeklagt. Zu lebenslanger Verbannung aus der von ihm gegründeten Kolonie Nuevo México verurteilt, wurde er in der Berufung von allen Anklagepunkten freigesprochen. Schließlich kehrte er nach Spanien zurück, wo ihn der spanische König zum Chef aller spanischen Mineninspektoren ernannte. 1626 starb er in Spanien. Gelegentlich wird er als „letzter Konquistador“ bezeichnet.
Oñate wird von den einen für seine Erkundungszüge geehrt, von anderen für seine Grausamkeit gegenüber dem Acoma Pueblo geschmäht. Im Oñate Monument Visitors Center am nördlichen Stadtrand von Alcalde nordöstlich von Española befindet sich seit 1991 eine Bronzestatue zu Ehren dieses Mannes. Ca. 3,50 m ragt die Figur eines heroisch dreinblickenden, auf einem hohen Sockel ruhenden Reiters nach dem Vorbild Marc Aurels in Rom in die Höhe und zwingt praktisch jeden auf dem Highway Vorbeifahrenden aufzuschauen. 1998 feierte New Mexico den 400. Jahrestag seiner Ankunft. Im gleichen Jahr wurde der gespornte rechte Fuß der Statue nachts amputiert zum Zeichen des Protests von denen, die diese Statue und die Feier als Provokation ansahen. Sie hinterließen die Nachricht: „Fair ist fair“. Obwohl ein Staatspolizist in einem Wohnmobil direkt neben der Statue haust, bemerkte niemand, wer den Schnitt mit einer Säge durchführte. Weder der ursprüngliche Fuß, noch der Täter wurden entdeckt. Der Bildhauer Reynaldo Rivera goss den Fuß sehr geschickt nach, so dass die Beschädigung kaum noch wahrnehmbar ist. In einem anonymen Brief an die Zeitung erklärten einige Kommentatoren die Verstümmelung der Statue als symbolische Erinnerung an die grausame Verstümmelung „unserer Brüder und Schwestern“ von Acoma. Pueblo-Indígenas starteten daraufhin eine Kampagne zur Würdigung eines San-Juan-Indígenas, Po'pay, der bei der großen Pueblorevolte von 1680 Hunderte von Spaniern tötete und sie für zwölf Jahre aus New Mexico vertrieb.
Im Jahr 1997 beauftragte die Stadt El Paso den Bildhauer John Sherrill Houser, eine Statue für den Konquistador zu entwerfen. Als Reaktion auf die Proteste zogen zwei Stadträte ihre Unterstützung für das Projekt zurück. Die Anfertigung der 2 Mio. US$ teuren Statue benötigte nahezu neun Jahre und wurde im Magazin des Bildhauers in Mexiko-Stadt aufgestellt. Vollendet wurde sie im Frühjahr 2006. In Teilen wurde sie im Sommer auf Tiefladern nach El Paso transportiert und im Oktober aufgestellt. Die Kontroverse über die Statue vor ihrer Aufstellung war Gegenstand des Dokumentarfilms The Last Conquistador, der 2008 als Teil der Point-of-View-Fernsehdokumentationsserie des Public Broadcasting Service aufgeführt wurde.

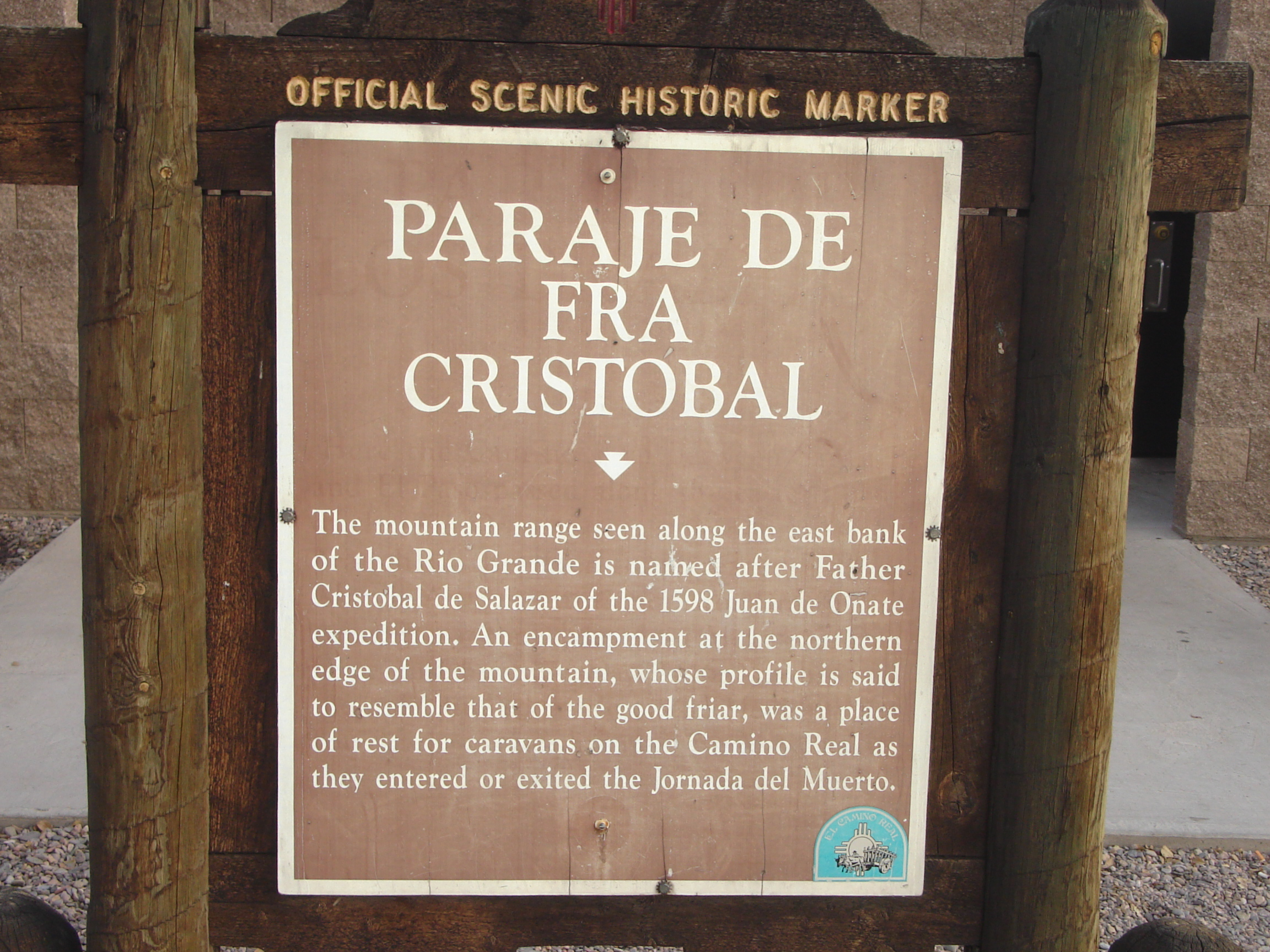
Offizieller landschaftshistorischer Wegweiser: Paraje de Fra Cristobal

Die Stadt El Paso enthüllte die 18 t schwere Statue anlässlich einer Zeremonie am 21. April 2007. Oñate reitet sein andalusisches Pferd, in der rechten Hand die La-Toma-Deklaration, in der das gesamte Territorium nördlich des Río Grande zur Kolonie Spaniens erklärt wird. Diese Statue wurde von Teilen der lokalen Bevölkerung und vom spanischen Botschafter in den Vereinigten Staaten Carlos Westendorp begrüßt. Dem Bildhauer Houser zufolge ist dies das größte und schwerste (bronzene) Reiterstandbild der Welt. Mitglieder des Acoma-Stammes aus New Mexico waren anwesend und protestierten gegen die Statue.
Die Oñate High School in Las Cruces (New Mexico) und die Oñate Elementary School in Gallup (New Mexico) wurden nach Juan de Oñate benannt.